# 马克丽丝·卡内罗
马克丽丝·费尔南达·席尔瓦·卡内罗（葡萄牙語：Macris Fernanda Silva Carneiro，1989年3月3日—），巴西女子排球运动员。她曾代表巴西参加2020年和2024年夏季奥林匹克运动会排球比赛，获得一枚银牌和一枚铜牌。